# 海拉槭
海拉槭（学名：Acer hilaense）是无患子科槭属的植物，是中国的特有植物。分布在中国大陆的云南等地，生长于海拔2,500米的地区，多生在林中，目前尚未由人工引种栽培。

## 别名
顺宁槭（静生生物调查所汇报）、昌宁槭（植物分类学报）